# Francija na Svetovnem prvenstvu v hokeju na ledu 2009
Francija na Svetovnem prvenstvu v hokeju na ledu 2009 ED, ki je potekalo med 24. aprilom in 10. majem 2009 v švicarskih mestih Bern in Kloten. 

## Postava
- Selektor: Dave Henderson (pomočnik: Pierre Pousse)
- Vratarji: Eddy Ferhi, Fabrice Lhenry, Henri Corentin Buysse
- Branilci: Vincent Bachet, Benoit Quessandier, Baptiste Amar, Mathieu Mille, Thomas Roussel, Antonin Manavian, Kevin Igier, Gary Leveque
- Napadalci: Yorick Treille, Laurent Meunier (kapetan), François Rozenthal, Jonathan Zwikel, Stephane da Costa, Luc Tardif, Damien Raux, Cyril Papa, Anthoine Lussier, Laurent Gras, Pierre Edouard Bellemare, Sacha Treille, Kevin Hecquefeuille, Damien Fleury

## Tekme

### Skupinski del
| 24. april 2009 | Švica | 1 – 0 | Francija | PostFinance Arena, Bern |

| Poročilo tekme | Poročilo tekme       | Poročilo tekme         | Poročilo tekme | Poročilo tekme                                               |
| -------------- | -------------------- | ---------------------- | -------------- | ------------------------------------------------------------ |
| Začetek: 20:15 | M. Plüss (PP1) 11:33 | ( 1 – 0, 0 – 0, 0 – 0) |                | Gledalci: 10.570 Sodnika: Rick Looker Sodnika: Thomas Sterns |

| 26. april 2009 | Rusija | 7 – 2 | Francija | PostFinance Arena, Bern |

| Poročilo tekme | Poročilo tekme | Poročilo tekme         | Poročilo tekme                         | Poročilo tekme                                             |
| -------------- | --- | ---------------------- | -------------------------------------- | ---------------------------------------------------------- |
| Začetek: 20:15 | A. Radulov 01:23 D. Zaripov (PP1) 07:06 A. Radulov 07:20 A. Perežogin 08:01 A. Tereščenko (PP1) 15:00 A. Tereščenko (PP1) 27:23 I. Kovalčuk 49:20 | ( 5 – 1, 1 – 1, 1 – 0) | 10:25 K. Hecquefeuille 39:31 L. Tardif | Gledalci: 10.505 Sodnika: Ole Hansen Sodnika: Peter Orszag |

| 28. april 2009 | Francija | 2 – 1 | Nemčija | PostFinance Arena, Bern |

| Poročilo tekme | Poročilo tekme                   | Poročilo tekme         | Poročilo tekme       | Poročilo tekme                                                  |
| -------------- | -------------------------------- | ---------------------- | -------------------- | --------------------------------------------------------------- |
| Začetek: 20:15 | A. Lussier 03:50 L. Tardif 16:48 | ( 2 – 1, 0 – 0, 0 – 0) | 04:22 (PP1) J. Hecht | Gledalci: 9.956 Sodnika: Vladimir Baluska Sodnika: Brent Reiber |

### Kvalifikacijski krog
| 1. maj 2009 | ZDA | 6 – 2 | Francija | PostFinance Arena, Bern |

| Poročilo tekme | Poročilo tekme | Poročilo tekme   | Poročilo tekme                                  | Poročilo tekme                                             |
| -------------- | --- | ---------------- | ----------------------------------------------- | ---------------------------------------------------------- |
| Začetek: 20:15 | K. Okposo (PP1) 04:02 D. Backes (PP2) 10:38 R. Shannon 24:51 K. Ballard 27:29 P. O'Sullivan 30:31 J. Johnson (PP2) 49:55 | ( 2-0, 3-2, 1-0) | 29:41 (PP1) Y. Treille 31:47 (PP1) P. Bellemare | Gledalci: 4.213 Sodnika: Ole Hansen Sodnika: Sami Partanen |

| 2. maj 2009 | Francija | 1 – 7 | Latvija | PostFinance Arena, Bern |

| Poročilo tekme | Poročilo tekme  | Poročilo tekme         | Poročilo tekme | Poročilo tekme                                                   |
| -------------- | --------------- | ---------------------- | --- | ---------------------------------------------------------------- |
| Začetek: 16:15 | L. Tardif 51:38 | ( 0 – 1, 0 – 2, 1 – 4) | 07:29 (PP1) A. Ņiživijs 21:19 M. Cipulis 23:55 L. Dārziņš 46:39 K. Skrastiņš 48:18 A. Jerofejevs 52:24 Ģ. Ankipāns 52:39 M. Cipulis | Gledalci: 6.472 Sodnika: Sami Partanen Sodnika: Vladimir Sindler |

| 4. maj 2009 | Švedska | 6 – 3 | Francija | PostFinance Arena, Bern |

| Poročilo tekme | Poročilo tekme | Poročilo tekme         | Poročilo tekme                                                   | Poročilo tekme                                                      |
| -------------- | --- | ---------------------- | ---------------------------------------------------------------- | ------------------------------------------------------------------- |
| Začetek: 16:15 | K. Huselius 01:33 M. Nilson 04:26 D. Tärnström (PP1) 05:56 C. Gunnarsson (PP1) 21:28 J. Oduya 30:55 K. Jönsson (PP1) 45:40 | ( 3 – 0, 2 – 3, 1 – 0) | 23:21 A. Lussier 29:25 (PP1) P. Bellemare 36:41 (PP1) S. Treille | Gledalci: 5.051 Sodnika: Vladimir Baluska Sodnika: Vladimir Sindler |

## Seznam reprezentantov s statistiko

### Vratarji
| #  | Igralec        | OT | OMIN | PG | PGT  | KM | PPPG | PSHG |
| 1  | Eddy Ferhi     | 6  | 60   | 7  | 7,00 | 0  | 3    | 0    |
| 42 | Fabrice Lhenry | 6  | 300  | 21 | 4,21 | 2  | 9    | 0    |
| -- | -------------- | -- | ---- | -- | ---- | -- | ---- | ---- |

### Drsalci
| #  | Igralec                  | OT | DG | DA | TOČ | DGT  | DAT  | DPPG | DPPGT | DSHG | DSHGT | KM |
| 3  | Vincent Bachet           | 6  | 0  | 1  | 1   | 0    | 0,17 | 0    | 0     | 0    | 0     | 6  |
| 7  | Yorick Treille           | 6  | 1  | 1  | 2   | 0,17 | 0,17 | 1    | 0,17  | 0    | 0     | 8  |
| 10 | Laurent Meunier          | 4  | 0  | 3  | 3   | 0    | 0,75 | 0    | 0     | 0    | 0     | 14 |
| 11 | François Rozenthal       | 6  | 0  | 1  | 1   | 0    | 0,17 | 0    | 0     | 0    | 0     | 6  |
| 13 | Jonathan Zwikel          | 6  | 0  | 1  | 1   | 0    | 0,17 | 0    | 0     | 0    | 0     | 14 |
| 14 | Stephane da Costa        | 6  | 0  | 2  | 2   | 0    | 0,33 | 0    | 0     | 0    | 0     | 0  |
| 16 | Benoit Quessandier       | 6  | 0  | 0  | 0   | 0    | 0    | 0    | 0     | 0    | 0     | 31 |
| 18 | Luc Tardif               | 6  | 3  | 0  | 3   | 0,5  | 0    | 0    | 0     | 0    | 0     | 6  |
| 20 | Damien Raux              | 3  | 0  | 0  | 0   | 0    | 0    | 0    | 0     | 0    | 0     | 2  |
| 21 | Cyril Papa               | 2  | 0  | 0  | 0   | 0    | 0    | 0    | 0     | 0    | 0     | 0  |
| 26 | Anthoine Lussier         | 6  | 2  | 0  | 2   | 0,33 | 0    | 0    | 0     | 0    | 0     | 6  |
| 27 | Baptiste Amar            | 6  | 0  | 1  | 1   | 0    | 0,17 | 0    | 0     | 0    | 0     | 2  |
| 28 | Laurent Gras             | 6  | 0  | 0  | 0   | 0    | 0    | 0    | 0     | 0    | 0     | 0  |
| 29 | Mathieu Mille            | 6  | 0  | 0  | 0   | 0    | 0    | 0    | 0     | 0    | 0     | 4  |
| 38 | Thomas Roussel           | 6  | 0  | 1  | 1   | 0    | 0,17 | 0    | 0     | 0    | 0     | 2  |
| 41 | Pierre Edouard Bellemare | 6  | 2  | 1  | 3   | 0,33 | 0,17 | 2    | 0,33  | 0    | 0     | 2  |
| 44 | Antonin Manavian         | 6  | 0  | 0  | 0   | 0    | 0    | 0    | 0     | 0    | 0     | 4  |
| 71 | Kevin Igier              | 6  | 0  | 0  | 0   | 0    | 0    | 0    | 0     | 0    | 0     | 0  |
| 72 | Gary Leveque             | 3  | 0  | 0  | 0   | 0    | 0    | 0    | 0     | 0    | 0     | 4  |
| 77 | Sacha Treille            | 6  | 1  | 0  | 1   | 0,17 | 0    | 1    | 0,17  | 0    | 0     | 2  |
| 84 | Kevin Hecquefeuille      | 6  | 1  | 1  | 2   | 0,33 | 0,33 | 0    | 0     | 0    | 0     | 8  |
| 86 | Damien Fleury            | 6  | 0  | 0  | 0   | 0    | 0    | 0    | 0     | 0    | 0     | 0  |
| -- | ------------------------ | -- | -- | -- | --- | ---- | ---- | ---- | ----- | ---- | ----- | -- |